# Metamorfisme regional
El metamorfisme regional és un tipus de metamorfisme en el qual la mineralogia i la textura de les roques canvien en una gran àrea per un enterrament profund i un augment de la temperatura associat a la tectònica de plaques a gran escala. En casos de metamorfisme regional, les roques que es formen properes als marges de les plaques tectòniques, on la pressió és major, solen presentar composicions minerals diferents que aquelles formades a més distància del marge. El metamorfisme regional està associat amb els esdeveniments més importants de la dinàmica de la Terra, i la majoria de roques metamòrfiques es produeixen per l'acció d'aquest tipus de metamorfisme.
La majoria de les roques metamòrfiques regionals es desenvolupen principalment en resposta a la col·lisió continent-continent i a la col·lisió entre plaques oceàniques i continentals. La majoria de les cadenes muntanyoses del món estan composts almenys parcialment de roques metamòrfiques regionals (per exemple els Alps, l'Himàlaia, els Apalatxes i les Terres Altes d'Escòcia).